# Trgovište (Kraljevo)
Pour les articles homonymes, voir Trgovište (homonymie).
Trgovište (en serbe cyrillique : Трговиште) est un village de Serbie situé sur le territoire de la ville de Kraljevo, district de Raška. Au recensement de 2011, il comptait 17 habitants.

## Démographie
| 1948 | 1953 | 1961 | 1971 | 1981 | 1991 | 2002 | 2011 |
| ---- | ---- | ---- | ---- | ---- | ---- | ---- | ---- |
| 402  | 359  | 305  | 208  | 97   | 78   | 39   | 17   |

|  |